# Tom King (fumettista)
Tom King (Washington, 15 luglio 1978) è un fumettista e scrittore statunitense.
Conosciuto principalmente per i suoi lavori alla Marvel Comics e DC Comics quali Vision, Mister Miracle, Grayson, Omega Men e la serie Vertigo Sheriff of Babylon, oltre ad essere stato per tre anni, dal 2016 al 2019, lo sceneggiatore di Batman.

## Biografia
Dopo il divorzio dei genitori nel 1987, King cresce con la nonna e la madre, un'impiegata della Warner Bros., nel sud della California, coltivando la passione per i fumetti. Il suo primo albo è Avengers (Vol. 1) #300 di Walter Simonson, John Buscema e Tom Palmer.
Frequentando il liceo comincia a esercitarsi nel mestiere della scrittura, venendo pesantemente influenzato dai lavori di Alan Moore e Frank Miller. All'età di 17 anni, inizialmente indeciso su quale college frequentare, opta infine per la Columbia University, sia perché situata a New York, dove sono ubicati gli uffici Marvel e DC, sia perché è la medesima università frequentata da Matt Murdock, alter-ego di Daredevil, nella miniserie a fumetti The Man Without Fear, scritta proprio da Frank Miller e disegnata da John Romita Jr. e Klaus Janson.
Durante il college svolge diversi lavori part-time presso Marvel e DC Comics/Vertigo, dove diviene prima assistente di Cliff Chiang, all'epoca editor per la linea Vertigo, e poi anche di Joan Hilty, Axel Alonso e Karen Berger, per i quali si occupava di fotocopiare tavole e script. Successivamente passa in Marvel, sotto la supervisione dell'editor Chris Claremont, presenziando alle correzioni delle sceneggiature che gli venivano presentate. All'età di 21 anni riesce a vendere un soggetto per una storia di Black Knight a Bob Harras, editor-in-chief di Marvel Comics, per la cifra di 500 dollari. Tuttavia, il licenziamento dello stesso Harras, dovuto alla bancarotta della casa editrice nel 2000, gli impediranno di portare a termine il progetto.
Laureatosi in storia e filosofia nel 2000 e vista sfumare la sua occasione di diventare uno scrittore di fumetti, decide inizialmente di iscriversi alla scuola per avvocati in Virginia per intraprendere la professione forense, salvo poi venire assunto dalla CIA all'interno della sezione anti-terrorismo in seguito agli attentati dell'11 settembre 2001. Svolge sia incarichi da interno sia come agente operativo sul campo, compiendo diversi viaggi oltreoceano e occupandosi di operazioni in Iraq e in Afghanistan. Nello stesso periodo conosce anche la collega del Dipartimento della giustizia e futura moglie Colleen.
Dopo la nascita del primo figlio nel 2009, King prende un anno di ferie per dedicarsi totalmente a lui, ricominciando contemporaneamente a scrivere durante le ore notturne. Decide poi di abbandonare il lavoro alla CIA per dedicarsi totalmente alla scrittura.

## Carriera
La carriera da scrittore di King comincia spedendo senza successo una sua storia breve a diverse case editrici di fumetti. Scrive inoltre il romanzo A Once Crowded Sky, illustrato da Tom Fowler e pubblicato dalla casa editrice Simon &Schuster, che non venderà neanche una copia. La svolta avviene quando Cliff Chiang, disegnatore con cui King aveva collaborato in precedenza, risponde ad una delle e-mail che quest'ultimo continuava a spedire alle case editrici. Il disegnatore decide quindi di proporgli un colloquio con Karen Berger, editor dell'etichetta Vertigo della DC Comics, durante il New York Comic Con 2011. In seguito a questo primo incontro e poi ad un secondo, svoltosi al New York Comic Con 2012, Berger lo affianca allo sceneggiatore Mark Doyle e, nuovamente, al disegnatore Tom Fowler, commissionandogli una storia di otto pagine per l'etichetta Vertigo, Time Warp, sulla quale i tre lavorano per un anno e grazie alla quale ricevono una nomination agli Eisner Award. In seguito scrive diversi soggetti per l'etichetta. Uno di questi, approvato dall'editor Shelly Bond, diviene la serie Vertigo Sheriff of Babylon, ispirata in parte alle personali esperienze di King ai tempi in cui lavorava per la CIA nell'antiterrorismo.
Grazie ai buoni risultati ottenuti Mark Doyle, divenuto nel frattempo editor delle testate di Batman, gli suggerisce di scrivere una serie insieme allo sceneggiatore Tim Seeley. Nasce così Grayson, con protagonista l'omonimo personaggio noto per aver vestito i panni del primo Robin e successivamente quelli del vigilante Nightwing. King e Seeley scrivono la serie dal n. 1 (2014) al 17 (2016), lasciando poi le redini della testata allo sceneggiatore Collin Kelly.
Nel 2015, in occasione del rilancio DC You, King scrive la miniserie di 12 numeri Omega Men. Inizialmente, la miniserie avrebbe dovuto chiudersi anticipatamente con il n. 6, ma le pressioni esercitate dai lettori spingono gli editor della DC Jim Lee e Dan DiDio a prolungarla. La scelta si rivela azzeccata e Omega Men diviene un successo di critica, finendo tra i best seller del New York Times.
Nel 2016, per la Marvel Comics, scrive la serie Vision, con protagonista l'androide Visione dei Vendicatori, della quale realizzerà i numeri dall'1 al 12. Vision ottiene pareri entusiastici da pubblico e critica, tanto da meritare un Eisner Award per la "miglior miniserie", l'introduzione tra le letture obbligatorie stilata per una classe di letteratura del Porterville College, in California, e lanciare definitivamente la carriera di King. Durante la scrittura di Vision firma un contratto di esclusiva con la DC Comics, che gli consente di terminare tutti i progetti in corso per altri editori.
Con il rilancio DC Rebirth, King diventa il nuovo scrittore della testata ammiraglia di Batman, succedendo a Scott Snyder, che ne aveva scritto le avventure dall'inizio del New 52.

Copertina del volume Mister Miracle (raccolta della limited-series del 2017). Disegno di Mitch Gerads. Edizione italiana Panini Comics (2020).

Nel 2017 dà vita alla miniserie di dodici numeri Mister Miracle, con protagonista il personaggio di Scott Free dei Nuovi Dei creati da Jack Kirby. Tale lavoro, disegnato da Mitch Gerards, già co-creatore di Sheriff of Babylon, si rivelerà un successo di critica, fruttando a King diversi riconoscimenti.
L'anno dopo scrive il crossover Heroes in Crisis, incentrato su una sequela di omicidi di meta-umani all'interno della struttura nota come "Santuario" e avente come protagonisti Harley Quinn e Booster Gold. Sempre nel 2018 scrive la maxiserie Superman: Up in the sky, disegnata da Andy Kubert, pubblicata in esclusiva per la catena di centri commerciali Walmart.
Nel 2019 viene annunciato che lo stesso King avrebbe scritto, insieme alla regista Ava DuVernay, la sceneggiatura del film New Gods, ispirato alle vicende del Quarto Mondo di Jack Kirby. Vengono inoltre annunciate due ulteriori miniserie a fumetti di 12 numeri: una dedicata al personaggio di Adam Strange, Strange Adventures, per la quale King collabora nuovamente con i disegnatori Mitch Gerards e Evan "Doc" Shaner; l'altra, Batman/Catwoman disegnata da Clay Mann, atta a chiudere le trame lasciate in sospeso dallo scrittore con la conclusione prematura della sua run di Batman.
Nel 2020 scrive per la linea DC Black Label la miniserie Rorschach, ambientata 35 anni dopo il finale di Watchmen di Alan Moore e Dave Gibbons.
Nel 2021 per King è il momento di cimentarsi in un'altra miniserie atta a rivitalizzare un personaggio minore dell'Universo DC, Human Target, disegnata dall'artista Greg Smallwood, la quale segna il ritorno da protagonista di una testata per Christopher Chance, supereroe in grado di assumere il volto di chiunque, sostituendosi a eventuali vittime di omicidio in qualità di vero e proprio bersaglio umano.  Vince inoltre il premio per la miglior miniserie agli Eisner Award del 2023. In contemporanea al lavoro su Human Target, Warner Bros. annuncia la cancellazione del film New Gods scritto da King, che nel frattempo vede concretizzarsi, senza venire in alcun modo coinvolto direttamente, l'adattamento di due suoi lavori per Marvel Comics sul piccolo schermo attraverso le serie in streaming WandaVision - che attinge alla sua miniserie Vision - e il finale della prima stagione di Loki, ispirato a un pitch mai approvato per una serie a fumetti, chiamata Loki for America, scritto da King nel 2015 e poi modificato dall'editore per diventare la miniserie Vota Loki, scritta da Christopher Hastings e disegnata da Langdon Foss.
Il 2022 si rivela un anno ben frenetico per lo sceneggiatore. Pur continuando a orbitare attorno alle testate di Batman con progetti come Gotham City: Anno Uno, miniserie disegnata da Phil Hester sul passato della città eponima; Batman - One Bad Day, una serie di speciali autoconclusivi dedicati ad alcuni fra i più importanti nemici del personaggio, del quale scrive una storia dedicata all'Enigmista; e Batman: The Brave and the bold, dove rinarra il primo incontro tra Batman e Joker, King decide di seguire l'esempio di altri creativi come Grant Morrison e Brian K. Vaughan e aprire una newsletter sulla piattaforma Substrack, tramite la quale pubblica il suo primo progetto creator-owned: Love Everlasting, disegnato da Elsa Charretier, la cui edizione cartacea viene pubblicata dopo un anno da Image Comics. Tale annuncio segna la prima collaborazione di King con un editore esterno alle due grandi major del fumetto americano. Torna inoltre a pubblicare per l'etichetta Black Label con Danger Street, miniserie disegnata da Jorge Fornés con protagonisti alcuni personaggi secondari dell'editore come Metamorpho, Starman e Warlord ispirata alla testata degli anni '70 DC’s First Issue Specials.
Nel 2023 viene annunciato in qualità di nuovo sceneggiatore della testata principale di Wonder Woman, operazione facente parte del rilancio editoriale Dawn of DC, ed entra a far parte del team di sceneggiatori capitanato da James Gunn che si occuperà di scrivere i film del nuovo DC Universe cinematografico supervisionato dallo stesso regista, tra cui un adattamento cinematografico di Supergirl: Woman of Tomorrow. A fine anno comincia la serializzazione di The Penguin, miniserie dedicata al personaggio di Oswald Cobblepot disegnata da Rafael de Latorre, e Animal Pound, disegnata da Peter Gross, sua prima pubblicazione per l'editore Boom!Studios.
Nel 2024, insieme al disegnatore Jeff Stokley, riporta in auge il personaggio di Jenny Sparks, storica leader del supergruppo The Authority, con una miniserie dedicata. Poco dopo viene annunciata la miniserie Black Canary: Best of the Best, disegnata da Ryan Sook, con protagonista la storica vigilante della DC. Entrambe le miniserie vengono pubblicate sotto l'etichetta DC Black Label, dedicata a un pubblico adulto.

## Premi e riconoscimenti
- 2016 Harvey Award - Best New Talent per Vision
- 2017 Ringo Awards - Best Writer
- 2017 Eisner Award - Miglior storia breve per Batman Annual 1: Good Boy con David Finch [44]
- 2017 Eisner Award - Miglior miniserie per The Vision con Gabriel Hernandez Walta [44]
- 2018 Ringo Awards - Best Writer
- 2018 Eisner Award - Miglior scrittore (a pari merito con Marjorie Liu) per Batman, Batman Annual, Batman/Taddeo e Mister Miracle
- 2019 Eisner Award - Miglior storia breve per Swamp Thing Winter Special: The Talk of the Saints con Jason Fabook
- 2019 Eisner Award - Miglior scrittore per Batman, Mister Miracle, Heroes in Crisis e Swamp Thing Winter Special
- 2019 Eisner Award - Miglior miniserie per Mister Miracle con Mitch Gerads
- 2023 Eisner Award - Miglior miniserie per Human Target con Greg Smallwood

## Opere

### DC Comics
- Grayson; n. 1-17; Annual n. 1 (2014 - 2016)
- Grayson: Futures End; one-shot (2014)
- Secret Origins (Vol. 4) n. 8 (2015)
- Teen Titans Annual n. 1 (2015)
- The Omega Men; miniserie; n. 1-12 (2015 - 2016)
- Justice League - Darkseid War: Green Lantern; one-shot (2016)
- Robin War; n. 1 - 2 (2016)
- Batman: Rebirth; one-shot (2016)
- Batman; n. 1 - 85 (2016 - 2020)
- Mister Miracle; n. 1 - 12 (2017 - 2018)
- Heroes in Crisis; n. 1 - 9 (2018 - 2019)
- Superman: Up in the sky; n. 1-12 (2018 - 2019)
- Strange Adventures; n. 1 - 12 (2019 - 2020)
- Batman/Catwoman; n. 1 - 12 (2020 - 2021)
- Rorschach; n. 1 - 12 (2020 - 2022)
- Supergirl: Woman of Tomorrow; miniserie; n. 1 - 8 (2021 - 2022)
- Gotham City: Anno Uno; miniserie; n. 1 - 6 (2022 -2023)
- Human Target; miniserie; n. 1 - 12 (2022 -  2023)
- Danger Street; miniserie; n. 1 - 12 (2022 - 2023)
- Batman: The Brave and the Bold; n. 1-2,5,9 (2023)
- The Penguin; miniserie; n. 1 - 12 (2023 - 2024)
- Jenny Sparks; miniserie; n. 1 - 7 (2023 - 2024)
- Black Canary: Best of the Best; miniserie; n. 1 - 6 (2024 - 2025)

### Vertigo
- Sheriff of Babylon (Sheriff of Babylon, Lion, Novara, 2017, ISBN 9788893517751)

### Marvel Comics
- Vision; n. 1-12 (2016)

### Image Comics
- Love Everlasting (2022 - in corso)

### BOOM!Studios
- Animal Pound (2023-2024)